# Pikuni
Os Pikuni também conhecidos como Peigan, são uma tribo nativa estadunidense que vive na área de planícies do estado de Montana, Viviam  na fronteira do Canadá..